# Anita Durante
Anita Durante, nata Bianchi (Roma, 28 settembre 1897 – Roma, 2 maggio 1994), è stata un'attrice italiana.
Moglie dell'attore e poeta romanesco Checco Durante, nella sua lunga carriera, interpretò con il marito molte commedie dialettali e, nel ruolo di caratterista, numerosi film. Tra questi è particolarmente da ricordare, nel 1954, il celebre Un americano a Roma di Steno nel quale interpretava il ruolo della mamma protettiva e preoccupata del protagonista Nando Moriconi (o Mericoni) (interpretato da Alberto Sordi).

## Biografia

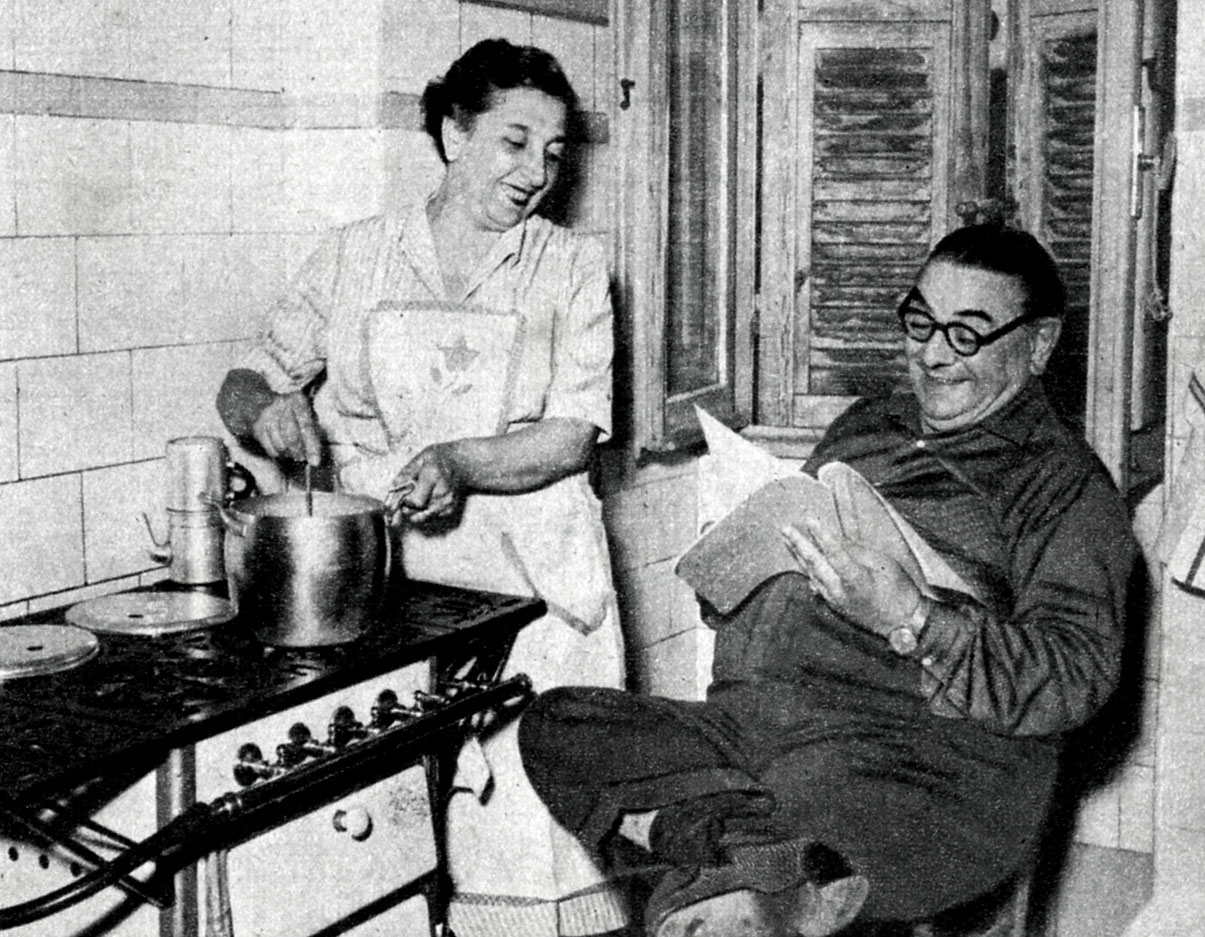
Anita e il marito Checco Durante nel 1957

Nata a Roma nel 1897, iniziò a recitare in una filodrammatica ove conobbe il futuro marito e compagno di lavoro Checco Durante. Insieme a Checco entrò nel 1918 nella compagnia del grande comico romano Ettore Petrolini, lavorando sia in Italia sia in Sudamerica. Dal 1928 fece parte della Primaria Compagnia della Commedia Romanesca, formata dal marito.
A partire dal 1941 e fino al 1986, partecipò con ruoli di caratterista a numerosi film, tra i quali - oltre al già citato Un americano a Roma - si possono ricordare: Gli anni ruggenti di Luigi Zampa del 1962, Le voci bianche di Massimo Franciosa del 1964, Er più - Storia d'amore e di coltello di Sergio Corbucci del 1971. L'ultimo film al quale prese parte fu Giovanni Senzapensieri di Marco Colli ove, quasi novantenne, interpretò il ruolo di "zia Teresa".
Dal 1950 iniziò le recite nel periodo estivo a Villa Aldobrandini e, nella stagione invernale, presso il Teatro Rossini, centro del teatro dialettale romano. Dopo la morte di Checco nel 1976, continuò a recitare insieme con il genero Enzo Liberti, marito della figlia Leila.
Morì nell'ospedale San Giovanni-Addolorata, all'età di novantasei anni, per le conseguenze di una caduta dal balcone della sua abitazione romana, mentre stava lavando i vetri della finestra.

È sepolta nel Cimitero del Verano di Roma, assieme al marito, al genero e alle figlie, scomparse entrambe nel 2014.

## Filmografia
- Scampolo, regia di Nunzio Malasomma (1941)
- L'ultima carrozzella, regia di Mario Mattoli (1943)
- Abbasso la ricchezza!, regia di Gennaro Righelli (1946)
- Fatalità, regia di Giorgio Bianchi (1947)
- Ti ritroverò, regia di Giacomo Gentilomo (1948)
- Cavalcata d'eroi, regia di Mario Costa (1949)
- Paolo e Francesca, regia di Raffaello Matarazzo (1950)
- Santo disonore, regia di Guido Brignone (1950)
- Le due sorelle, regia di Mario Volpe (1950)
- Il tradimento, regia di Riccardo Freda (1951)
- Core 'ngrato, regia di Guido Brignone (1951)
- Noi peccatori, regia di Guido Brignone (1953)
- Donne proibite, regia di Giuseppe Amato (1953)
- Vortice, regia di Raffaello Matarazzo (1953)
- Un americano a Roma, regia di Steno (1954)
- Il porto della speranza, regia di Enzo Liberti (1954)
- Questa è la vita, regia di Luigi Zampa (1954)
- Orient Express, regia di Carlo Ludovico Bragaglia (1954)
- Guai ai vinti, regia di Raffaello Matarazzo (1954)
- Il vetturale del Moncenisio, regia di Guido Brignone (1954)
- Un eroe dei nostri tempi, regia di Mario Monicelli (1955)
- Bella non piangere, regia di David Carbonari (1955)
- Il segno di Venere, regia di Dino Risi (1955)
- Racconti romani, regia di Gianni Franciolini (1955)
- Processo all'amore, regia di Enzo Liberti (1955)
- Il prezzo della gloria, regia di Antonio Musu (1955)
- Il bigamo, regia di Luciano Emmer (1955)
- Cortile, regia di Antonio Petrucci (1955)
- I calunniatori, regia di Mario Volpe (1956)
- Guardia, guardia scelta, brigadiere e maresciallo, regia di Mauro Bolognini (1956)
- Saranno uomini, regia di Silvio Siano (1957)
- Ladro lui, ladra lei, regia di Luigi Zampa (1958)
- Adorabili e bugiarde, regia di Nunzio Malasomma (1958)
- Nella città l'inferno, regia di Renato Castellani (1959)
- Policarpo, ufficiale di scrittura, regia di Mario Soldati (1959)
- Anni ruggenti, regia di Luigi Zampa (1962)
- Carmen di Trastevere, regia di Carmine Gallone (1962)
- Mare matto, regia di Renato Castellani (1963)
- Adultero lui, adultera lei, regia di Raffaello Matarazzo (1963)
- Siamo tutti pomicioni, regia di Marino Girolami (1963)
- Le voci bianche, regia di Pasquale Festa Campanile, Massimo Franciosa (1964)
- Made in Italy, regia di Nanni Loy (1965)
- Granada, addio!, regia di Marino Girolami (1967)
- Professione bigamo, regia di Franz Antel (1969)
- Er più - Storia d'amore e di coltello, regia di Sergio Corbucci (1971)
- Colpo grosso... grossissimo... anzi probabile, regia di Tonino Ricci (1972)
- Storia di fifa e di coltello - Er seguito d'er più, regia di Mario Amendola (1972)
- Odio le bionde, regia di Giorgio Capitani (1980)
- Il conte Tacchia, regia di Sergio Corbucci (1982)
- Giovanni Senzapensieri, regia di Marco Colli (1986)

## Doppiatrici
- Tina Lattanzi in Le due sorelle, Il tradimento
- Lydia Simoneschi in Colpo grosso... grossissimo... anzi probabile

## Varietà radiofonici RAI
- Campidoglio, settimanale domenicale di vita romana, trasmissione locale del Lazio trasmessa a partire dal 1945.

## Prosa televisiva RAI
- Lo smemorato di Emilio Caglieri, regia di Enzo Liberti e Fernanda Turvani, trasmessa il 12 agosto 1962.
- L'esame, regia di Fernanda Turvani, trasmessa il 22 agosto 1963.
- Miei cari burattini, regia di Enzo Liberti e Luigi Di Gianni, trasmessa il 30 novembre 1965.